# Лёгкая атлетика на летних Олимпийских играх 2020 — бег на 800 метров (мужчины)
Соревнование в беге на 800 метров среди мужчин на летних Олимпийских играх 2020 года проходили с 31 июля по 4 августа 2021 года на Японском национальном стадионе. В соревнованиях приняли участие 48 спортсмена из 29 стран.
Эммануэль Корир из Кении выиграл соревнование, а его соотечественник Фергюсон Ротич взял серебро. Это была четвертая подряд победа Кении в беге на 800 метров среди мужчин. Патрик Добек завоевал бронзу, что принесло Польше первую медаль в этом соревновании.

## Медалисты
| Золото                | Серебро              | Бронза              |
| Эммануэль Корир Кения | Фергюсон Ротич Кения | Патрик Добек Польша |

## Ход турнира
Соревнование в беге на 800 метров было самое не предсказуемое среди других легкоатлетических дисциплин Олимпиады Токио 2020. Рекордсмен мира и двукратный олимпийский чемпион Давид Рудиша завершил спортивное выступление и не стал защищать титул. Серебряный призер Тауфик Махлуфи не отобрался на турнир Токио, в отличие от бронзового призера Рио 2016 американца Клейтона Мерфи. Чемпион мира 2019 года Донаван Брейзер не смог пройти квалификацию на соревнованиях в США.
Патрик Добек, Питер Бол и Ротич стали победителями полуфинала, все пошедшие квалификацию участники забегов были примерно равны по времени, за исключением Найджела Амоса, который упал споткнувшись об ноги чемпиона NCAA Исайи Джеветта. Джеветт помог Амосу подняться на ноги, и они вместе бегом пересекли финишную черту, судейским решением Амосу предоставили место в финале.
В финале девять атлетов на 9-полосной трассе, начало было ожидаемым, плотная группа пыталась определить позицию. Эммануэль Корир занял внутреннюю позицию, Бол — снаружи, и все бежали трусцой в пределах своих возможностей. На первый финиш все шесть бегунов выстроились плечом к плечу на шаг позади Бола. Бол показал результат 53,76. Следующие 100 метров после поворота привели к некоторому разделению, Бол возглавил лидерство за ним в лидирующей группе Корир, Амос и Патрик Добек, Ротич опередив вторую группу преследователей, попытался сократить разрыв. На прямой Корир и Добек приблизились вплотную к Болу, Амосу. На последнем повороте Корир проделал более длинный путь по второй дорожке. Вся группа снова сжалась и готовили места для финишного спринта. Кориру открыли брешь по внутренней стороне, когда Добек побежал по второй дорожке, чтобы обойти Бола. Ротич продолжал набирать обороты и протиснулся между Добеком и Болом. Добек обогнал Бола. Только два кенийца продвигались к золоту. Болу разгонявшему группу забега не хватило силы и он отстал от группы лидеров, а трое медалистов отчетливо различались. Ротич выигравший серебро отстал более чем на метр от выигравшего золото Корира. Добек был в восторге от бронзы.

## История
Соревнование в беге на 100 метров среди мужчин на Олимпийских играх 2020 года будет проводиться в 29 раз и станет одним из 12 видов легкой атлетики, проводимых на всех летних Олимпийских играх.

## Квалификация
Квалификационный стандарт на Олимпийские игры 2020 для бегунов на 800 метров установлен 1:45,20 секунды. Стандарт был установлен с целью включения в турнир спортсменов выполнившие на квалификационных соревнованиях установленный норматив, но которые не смогли пройти квалификацию по итогам мирового рейтинга ИААФ. Мировые рейтинги, основанные на расчете среднего из пяти лучших результатов спортсмена за квалификационный период с учетом сложности уровня соревнований. Данные условия для отбора спортсменов использоваться, пока не будет достигнуто ограничение в 48.
Квалификационный период первоначально был установлен с 1 мая 2019 года по 29 июня 2020 года. Из -за пандемии коронавирусной инфекции в период с 6 апреля 2020 года по 30 ноября 2020 года соревнования был приостановлены и дата окончания продлена до 29 июня 2021 года. Дата начала квалификации по итогам мирового рейтинга также была изменена с 1 мая 2019 г. на 30 июня 2020 г. Спортсмены выполнившие квалификационный стандарт в течение этого времени, были квалифицированы, а провести отбор по мировому рейтингу было не возможно из-за отсутствия легкоатлетических турниров. ИААФ изменил требование к расчету мирового рейтинга, включив соревнования как на открытом воздухе, так и в помещении, а также последний региональный чемпионат был засчитан, даже если он проведен не во время квалификационного периода.
Национальный олимпийский комитет (НОК) может заявить не более 3 квалифицированных спортсменов в забеге 800 метров. Если все спортсмены соответствуют начальному квалификационному стандарту или прошли квалификацию путем ранжирования мирового рейтинга в течение квалификационного периода. (Ограничение в 3 было введено на Олимпийском Конгрессе в 1930 г.)
42 бегуна прошли квалификацию по установленному нормативу; по позициям мирового рейтинга бегунов не включали и 5 — НОК использовали свое универсальное место и ввели одного спортсмена, так как у них нет спортсменов, соответствующих стандарту входа на легкоатлетическое мероприятие — в беге на 800 метров среди мужчин.

## Рекорды
Мировой и олимпийский рекорды до начала летних Олимпийских игр 2020 года:
| Мировой рекорд     | Дэвид Рудиша (KEN) | 1:40.91 | Лондон | 9 августа 2012 |
| Олимпийский рекорд | Дэвид Рудиша (KEN) | 1:40.91 | Лондон | 9 августа 2012 |

## Формат и календарь турнира
В соревнованиях по-прежнему использовался формат отборочных соревнований из трех основных раундов, введенный в 1912 года.
Время Олимпийских объектов местное (Япония, UTC+9)
| Дата                        | Время | Раунд     |
| --------------------------- | ----- | --------- |
| Суббота, 31 июля 2021       | 09:00 | Раунд 1   |
| Воскресенье, 1 августа 2021 | 19:00 | Полуфинал |
| Среда, 4 августа 2021       | 18:30 | Финал     |

## Результаты

### Раунд 1
Квалификационные правила: первые 3 в каждом забеге (Q) и дополнительно 6 с лучшими показанными результатами из всех забегов (q) проходят в полуфинал.

#### Забег 1
| Место | Дорожка | Спортсмен         | НОК            | Время   | Примечание |
| ----- | ------- | ----------------- | -------------- | ------- | ---------- |
| 1     | 4       | Фергюсон Ротич    | Кения          | 1:43.75 | Q          |
| 2     | 7       | Питер Бол         | Австралия      | 1:44.13 | Q, AR      |
| 3     | 1       | Эллиот Джайлс     | Великобритания | 1:44.49 | Q          |
| 4     | 2       | Абделати Эль Гезе | Марокко        | 1:44.84 | q, PB      |
| 5     | 5       | Исайя Джеветта    | США            | 1:45.07 | q          |
| 6     | 8       | Тони Ван Дипен    | Нидерланды     | 1:46.03 |            |
| 7     | 3       | Пол Мойя          | Андорра        | 1:47.44 | SB         |
| 8     | 6       | Муса Хайдари      | Косово         | 1:48.96 |            |

#### Забег 2
| Место | Дорожка | Спортсмен               | НОК                  | Время   | Примечание |
| ----- | ------- | ----------------------- | -------------------- | ------- | ---------- |
| 1     | 4       | Марко Ароп              | Канада               | 1:45.26 | Q          |
| 2     | 3       | Амель Тука              | Босния и Герцеговина | 1:45.48 | Q          |
| 3     | 2       | Габриэль Туал           | Франция              | 1:45.63 | Q          |
| 4     | 1       | Пабло Санчес-Вальядарес | Испания              | 1:46.06 |            |
| 5     | 7       | Андреас Крамер          | Швеция               | 1:46.44 |            |
| 6     | 6       | Оливер Дастин           | Великобритания       | 1:46.94 |            |
| 7     | 8       | Алекс Беддоeс           | Острова Кука         | 1:47.26 | NR         |
| 8     | 5       | Франки Мботто           | ЦАР                  | 1:48.26 | NR         |

#### Забег 3
| Место | Дорожка | Спортсмен         | НОК                          | Время          | Примечание |
| ----- | ------- | ----------------- | ---------------------------- | -------------- | ---------- |
| 1     | 1       | Клейтон Мёрфи     | США                          | 1:45.53        | Q          |
| 2     | 6       | Дэниел Роуден     | Великобритания               | 1:45.73 (.723) | Q          |
| 3     | 2       | Абдессалем Аюни   | Тунис                        | 1:45.73 (.728) | Q, SB      |
| 4     | 8       | Чарли Хантер      | Австралия                    | 1:45.91        | q          |
| 5     | 4       | Сауль Ордоньес    | Испания                      | 1:45.98        |            |
| 6     | 7       | Брэндон Макбрайд  | Канада                       | 1:46.32        |            |
| 7     | 3       | Мелезе Нберет     | Эфиопия                      | 1:47.80        |            |
| 8     | 5       | Джеймс Чиенгджиек | Олимпийская сборная беженцев | 2:02.04        |            |

#### Забег 4
| Место | Дорожка | Спортсмен         | НОК         | Время   | Примечание |
| ----- | ------- | ----------------- | ----------- | ------- | ---------- |
| 1     | 8       | Найджел Амос      | Ботсвана    | 1:45.04 | Q          |
| 2     | 6       | Майкл Саруни      | Кения       | 1:45.21 | Q          |
| 3     | 7       | Адриан Бен        | Испания     | 1:45.30 | Q          |
| 4     | 5       | Джефф Райзли      | Австралия   | 1:45.41 | q          |
| 5     | 2       | Уссама Набиль     | Марокко     | 1:45.64 | q          |
| 6     | 1       | Пьер-Амбруаз Босс | Франция     | 1:45.97 | q          |
| 7     | 3       | Райан Санчес      | Пуэрто-Рико | 1:47.07 |            |
| 8     | 4       | Тьяго Андре       | Бразилия    | 1:47.75 |            |

#### Забег 5
| Место | Дорожка | Спортсмен           | НОК         | Время   | Примечание |
| ----- | ------- | ------------------- | ----------- | ------- | ---------- |
| 1     | 1       | Хесус Тонатиу Лопес | Мексика     | 1:46.14 | Q          |
| 2     | 5       | Элиотт Крестан      | Бельгия     | 1:46.19 | Q          |
| 3     | 7       | Патрик Добек        | Польша      | 1:46.59 | Q          |
| 4     | 3       | Марк Инглиш         | Ирландия    | 1:46.75 |            |
| 5     | 4       | Бенджамин Роберт    | Франция     | 1:47.12 |            |
| 6     | 6       | Эрик Нзиквинкунда   | Бурунди     | 1:47.97 |            |
| 7     | 2       | Андрес Арройо       | Пуэрто-Рико | 1:53.09 |            |
| 8     | 8       | Денник Люк          | Доминика    | 1:54.30 |            |

#### Забег 6
| Место | Дорожка | Спортсмен               | НОК         | Время   | Примечание |
| ----- | ------- | ----------------------- | ----------- | ------- | ---------- |
| 1     | 6       | Эммануэль Корир         | Кения       | 1:45.33 | Q          |
| 2     | 3       | Матеуш Борковски        | Польша      | 1:45.34 | Q          |
| 3     | 5       | Брайс Хоппель           | США         | 1:45.64 | Q          |
| 4     | 1       | Мостафа Смаили          | Марокко     | 1:46.05 |            |
| 5     | 8       | Яссин Хетат             | Алжир       | 1:46.20 |            |
| 6     | 7       | Абубакер Хайдар Абдалла | Катар       | 1:47.45 |            |
| 7     | 4       | Уэсли Васкес            | Пуэрто-Рико | 1:49.06 | SB         |
| —     | 2       | Аянлех Сулейман         | Джибути     | —       | DNS        |

### Полуфиналы
Квалификационные правила: первые 2 в каждом забеге (Q) и дополнительно 2 с лучшими показанными результатами из всех забегов (q) проходят в полуфинал.

#### Полуфинал 1
| Место | Дорожка | Спортсмен           | НОК       | Время   | Примечание |
| ----- | ------- | ------------------- | --------- | ------- | ---------- |
| 1     | 3       | Патрик Добек        | Польша    | 1:44.60 | Q          |
| 2     | 6       | Эммануэль Корир     | Кения     | 1:44.74 | Q          |
| 3     | 5       | Хесус Тонатиу Лопес | Мексика   | 1:44.77 |            |
| 4     | 9       | Элиотт Крестан      | Бельгия   | 1:44.84 | PB         |
| 5     | 4       | Брайс Хоппель       | США       | 1:44.91 |            |
| 6     | 2       | Абдессалем Аюни     | Тунис     | 1:44.99 | NR         |
| 7     | 7       | Чарли Хантер        | Австралия | 1:46.73 |            |
| 8     | 8       | Абделати Эль Гезе   | Марокко   | 1:46.85 |            |

#### Полуфинал 2
| Место | Дорожка | Спортсмен        | НОК            | Время   | Примечание |
| ----- | ------- | ---------------- | -------------- | ------- | ---------- |
| 1     | 6       | Питер Бол        | Австралия      | 1:44.11 | Q, AR      |
| 2     | 5       | Клейтон Мёрфи    | США            | 1:44.18 | Q          |
| 3     | 7       | Габриэль Туал    | Франция        | 1:44.28 | q, PB      |
| 4     | 4       | Адриан Бен       | Испания        | 1:44.30 | q          |
| 5     | 8       | Дэниел Роуден    | Великобритания | 1:44.35 | SB         |
| 6     | 9       | Майкл Саруни     | Кения          | 1:44.55 | SB         |
| 7     | 3       | Марко Ароп       | Канада         | 1:44.90 |            |
| 8     | 2       | Матеуш Борковски | Польша         | 1:46.54 |            |

#### Полуфинал 3
| Место | Дорожка | Спортсмен         | НОК                  | Время   | Примечание |
| ----- | ------- | ----------------- | -------------------- | ------- | ---------- |
| 1     | 6       | Фергюсон Ротич    | Кения                | 1:44.04 | Q          |
| 2     | 8       | Амель Тука        | Босния и Герцеговина | 1:44.53 | Q, SB      |
| 3     | 4       | Эллиот Джайлс     | Великобритания       | 1:44.74 |            |
| 4     | 7       | Уссама Набиль     | Марокко              | 1:46.42 |            |
| 5     | 2       | Джефф Райзли      | Австралия            | 1:47.17 |            |
| 6     | 9       | Пьер-Амбруаз Босс | Франция              | 1:48.62 |            |
| 7     | 5       | Исайя Джеветта    | США                  | 2:38.12 |            |
| 8     | 3       | Найджел Амос      | Ботсвана             | 2:38.49 | q          |

### Финал
| Место | Дорожка | Спортсмен       | НОК                  | Время   | Примечание |
| ----- | ------- | --------------- | -------------------- | ------- | ---------- |
| 1     | 4       | Эммануэль Корир | Кения                | 1:45.06 |            |
| 2     | 6       | Фергюсон Ротич  | Кения                | 1:45.23 |            |
| 3     | 3       | Патрик Добек    | Польша               | 1:45.39 |            |
| 4     | 8       | Питер Бол       | Австралия            | 1:45.92 |            |
| 5     | 7       | Адриан Бен      | Испания              | 1:45.96 |            |
| 6     | 2       | Амель Тука      | Босния и Герцеговина | 1:45.98 |            |
| 7     | 1       | Габриэль Туал   | Франция              | 1:46.03 |            |
| 8     | 9       | Найджел Амос    | Ботсвана             | 1:46.41 |            |
| 9     | 5       | Клейтон Мёрфи   | США                  | 1:46.53 |            |